# Рафалівська селищна територіальна громада
Рафалівська селищна громада — територіальна громада в Україні, в Вараському районі Рівненської области. Адміністративний центр — селище Рафалівка.
Площа громади — 110,8 км², населення — 7240 осіб (2020).

## Населені пункти
У складі громади 1 селище (Рафалівка) і 7 сіл:
- Великий Жолудськ
- Кошмаки
- Лозки
- Малий Жолудськ
- Мостище
- Суховоля
- Чучеве